# دنیای خیالی (کتاب)
کتاب دنیای خیالی اثری منثور به زبان پشتو از قیام‌الدین خادم است. «دنیای خیالی» اثر بسیار معروف خادم است که مجموعه‌ای از آثار شعری منثور اوست. این اثر را می‌توان مجموعه‌ای از قطعات ادبی نیز نامید. دنیای خیالی که مجموعاً ۹۴ صفحه دارد در سال ۱۳۳۹ منتشر شده‌است. مجموع قطعات ادبی کتاب ۵۶ قطعه است که هر قطعه ادبی تصویر کوچکی از جامعهٔ افغانستان است.
خادم در این تصاویر کوتاه ادبی، عشق، اسرار زندگی اجتماعی، آزادی، نقد، توسعه، عبادت، هنر و همهٔ شیوه‌های زندگی را به خواننده نشان می‌دهد.